# Triplemanía XVII
Triplemanía XVII fue la decimoséptima edición de Triplemanía, un evento pago por visión de lucha libre profesional producido por la AAA. Tuvo lugar el 13 de junio del 2009 en el Palacio de los Deportes en México, Distrito Federal.

## Resultados
- Dark Match: Psycho Circus (Psycho Clown, Killer Clown, Zombie Clown) vencieron a la Real Fuerza Aérea (Laredo Kid, Súper Fly, Aerostar. 
  - Los Payasos conservaron el invicto.
- Billy Boy, Sexy Star, Polvo de Estrellas y Mini Abismo Negro vencieron a El Elegido, Faby Apache, Pimpinela Escarlata y Octagoncito.
  - Paquetito de Billy Boy a El Elegido, luego de quitarle la màscara
- Charly Manson, X-Pac y Rocky Romero vencieron a El Zorro, Dark Ozz y Dark Scoria en lucha de castigo. 
  - X Pac derrotó al Zorro con un X Factor.
  - El Zorro recibió solo 3 o 4 de los 10 que le correspondía recibir
- Xtreme Tiger venció a Alex Koslov, Crazy Boy y Alan Stone, convirtiéndose en el nuevo Campeón Crucero AAA.
- La Hermandad Xtrema 187: Nicho el Millonario y Joe Líder vencieron a Latin Lover y Marco Corleone, y retuvieron los  Campeonatos de Parejas de AAA.
- Dr. Wagner Jr. venció a El Mesías y ganó el Megacampeonato de AAA.
  - La lucha tuvo una duración de alrededor de una hora.
- El Hijo del Santo, La Parka, Octagón, Jack Evans y Vampiro Canadiense derrotan a la Legión Extranjera Chessman, Silver King, Electroshock, Teddy Hart y Kenzo Suzuki por la Dirección y Propiedad de la AAA
  - El Hijo del Santo deja a Silver King dentro de la jaula,
  - Gana la dirección y propiedad de AAA para la familia Roldán Peña.
  - Durante la lucha Konnan y el comentarista Arturo Rivera interfirieron a favor de la Legión Extranjera, mientras que el Lic. Roldan interfirio a favor de las estrellas de AAA
  - Así fue el orden de salida de cada luchador:

| Orden de salida | Luchador           | Tiempo |
| --------------- | ------------------ | ------ |
| 1               | Vampiro Canadiense | 10:02  |
| 2               | Kenzo Suzuki       | 10:35  |
| 3               | Jack Evans         | 11:47  |
| 4               | Teddy Hart         | 12:32  |
| 5               | Octagon            | 14:05  |
| 6               | Chessman           | 16:05  |
| 7               | Electroshock       | 20:29  |
| 8               | La Parka           | 22:35  |
| 9               | El Hijo del Santo  | 26:56  |
| Perdedor        | Silver King        |        |

## Comentaristas
- Arturo Rivera "El Rudo"
- Andrés Maroñas Escobar
- Dr. Alfonso Morales
- Jesús Zúñiga